# 朵噶利巴
朵噶利巴(梵文：Dhokaripa)，印度大乘密宗人士，八十四成就者之一。

## 簡介
朵噶利巴意為「帶著鍋子的人」，他出身自薩利舖札的一戶低種姓人家。一天到晚都背著鍋子，將乞討所得裝進鍋內。一天，因為沒有乞得食物，坐在樹下休息，巧遇一瑜珈士，雖然無食物可供養，但朵噶利巴願以佛法供養，於是瑜珈士就給予他喜金剛的灌頂，以及生起次第和圓滿次第的講解。經過三年禪修，朵噶利巴便獲得成就，廣行利益眾生事業後，即身進入空行淨土。